# Teppanyaki

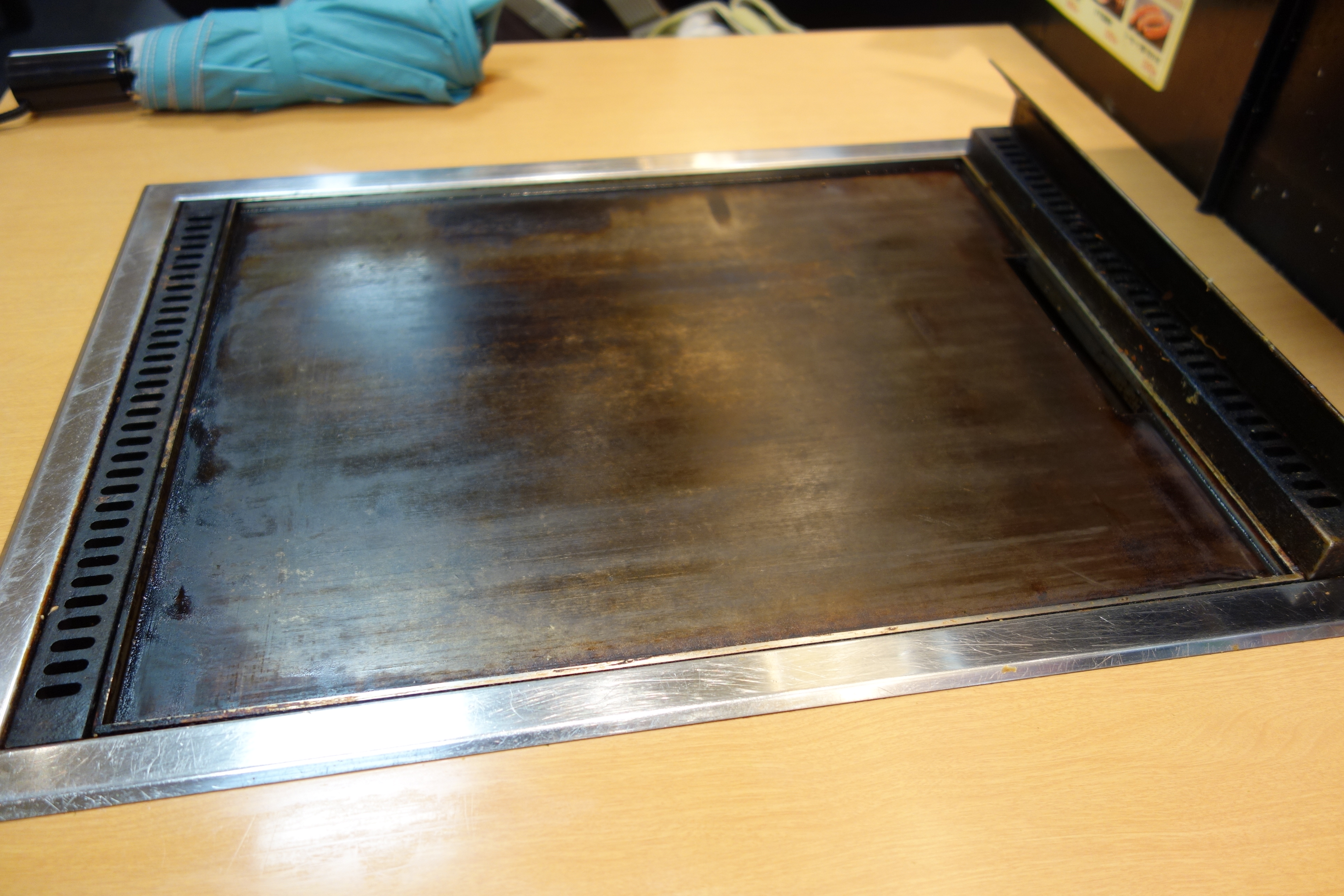
Teppan in einem Okonomiyaki-Restaurant

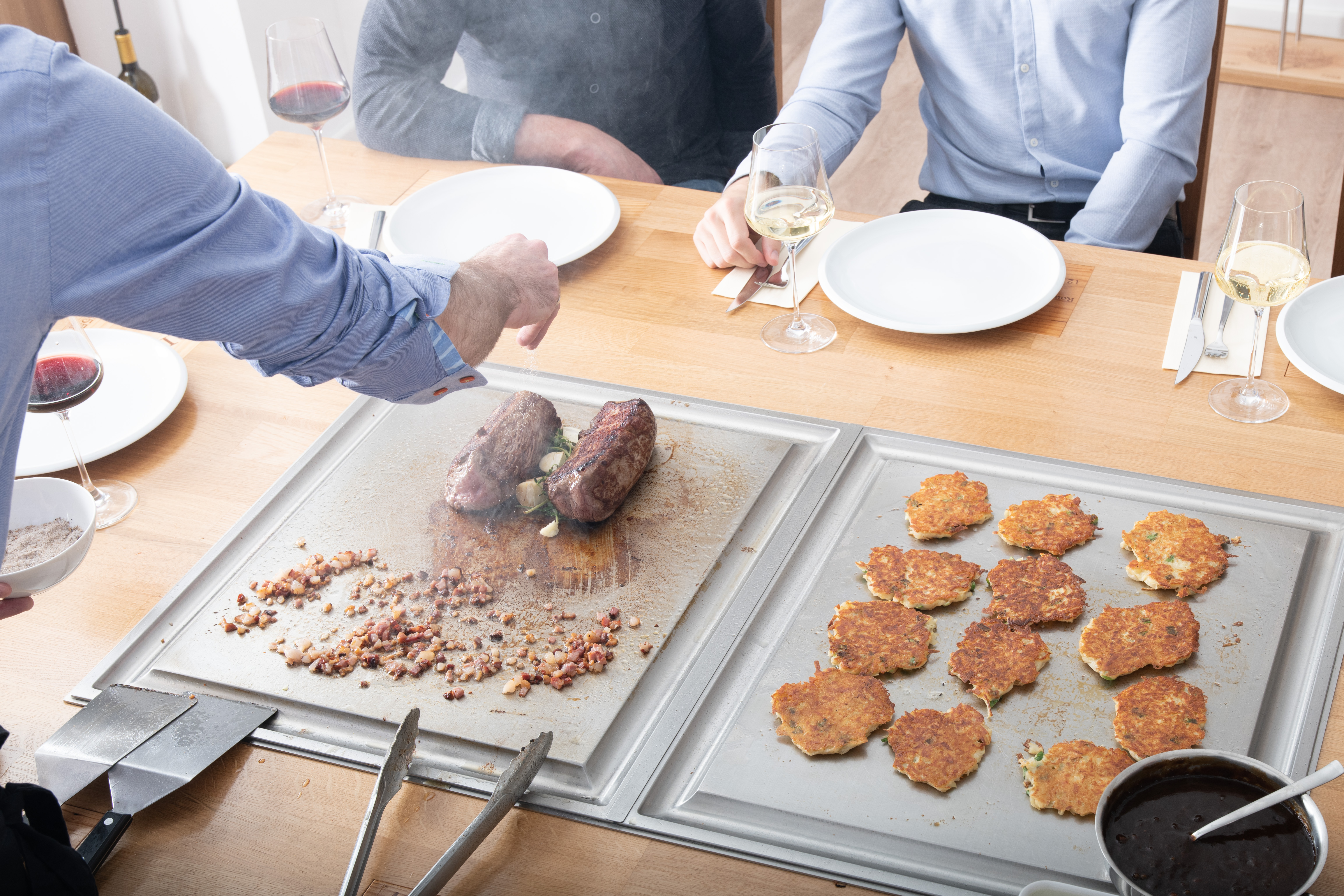
Der Koch (Gastgeber) mit den Gästen an einem Tisch privat – Zubereitung auf der Stahlplatte, das wesentliche Merkmal eines Teppanyaki-Grills

Teppanyaki (japanisch 鉄板焼き, kana てっぱんやき) sind Gerichte der japanischen Küche, die auf einer Stahlplatte (鉄板 teppan, wörtlich „Eiserne Platte“) direkt bei Tisch zubereitet werden.

## Geschichte
Die ursprüngliche Herkunft der auf Stahlplatten zubereiteten Gerichten ist nicht gesichert. Nach einer Theorie kam die Zubereitungstechnik vor rund 500 Jahren durch die spanischen Piraten nach Japan. Sie sollen keine Töpfe auf ihren Schiffen gehabt haben, weswegen sie einfach eine Eisenplatte erhitzten. Auf ihr bereiteten sie sich warme Speisen zu, insbesondere Fisch. Gesichert ist, dass Misono in Kobe das erste japanische Restaurant war, in dem ein Koch vor den Augen der Gäste auf einer heißen Platte Gerichte zubereitete. Von dort verbreitete sich Teppanyaki auf ganz Japan. Auch Europäer und Nordamerikaner fanden Gefallen daran, weswegen es sich in diesen Regionen der Welt etabliert hat.
Teppan sind in entsprechenden Restaurants in die Zubereitungsflächen am Tresen integriert oder direkt in die Gästetische eingelassen. Viele japanische Haushalte haben eine portable Heizplatte. Äußerlich ähnelt der Teppan der Plancha. Auf beiden Grills wird mit indirekter Hitze gearbeitet.
Typische Teppanyaki-Speisen sind Okonomiyaki (inkl. Hiroshima-yaki und Modanyaki), Monjayaki und Yakisoba.
Heutzutage ist das Grillen auf Platten aus nichtrostendem Stahl (Teppanyaki) besonders in Japan verbreitet. Über japanische Restaurants hat es sich auch nach Europa und weltweit ausgedehnt. Zentraler Bestandteil des Grillverfahrens ist das Zubereiten von Speisen vor den Augen der Gäste. Das Kochen wird so zu einem geselligen Ereignis. Unter gesundheitlichen Aspekten ist der besonders geringe Fettverbrauch sowie die hygienisch einfache Reinigung der Grillplatte hervorzuheben.
Inzwischen werden die Grillplatten und Teppanyaki-Grillgeräte auch in Europa hergestellt und weiterentwickelt.
 Durch Verwendung einer „Sandwich-Platte“ mit einem Kern aus Stahl, umhüllt von rostfreiem Edelstahl, kann die Wärmeleitung und Wärmeverteilung gegenüber massivem rostfreiem Stahl deutlich verbessert werden.
Inzwischen kommen mobile Teppanyaki-Geräte sowohl im Outdoor-Bereich als auch in Einbauversionen im Küchenbereich und im Esszimmer zur Anwendung. Auch das Grillgut ist nicht mehr nur asiatisch geprägt:
Neben Fleisch und Fisch sind auch vegetarische Bestandteile eine wichtige Komponente geworden.